# Stijl (plant)

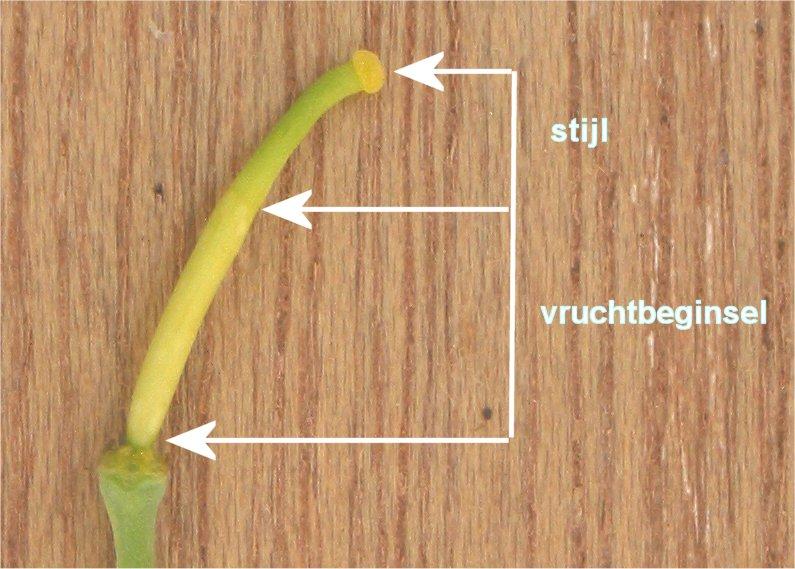
Stamper van boerenkool

De stijl (stylus) is bij de stamper het gedeelte tussen het vruchtbeginsel en de stempel.
In de stijl is geleidingsweefsel aanwezig, zoals bij petunia's of er is een open stijlkanaal, zoals bij lelies. Het geleidingsweefsel bestaat uit cellen die omgeven zijn met veel pectine. De pollenbuis, gevormd door de stuifmeelkorrel, lost met behulp van enzymen de pectine op en kan daardoor tussen de cellen doorgroeien om de eicel te bevruchten.
De stuifmeelkorrels worden vooral verspreid door insecten of door de lucht. Alleen een specifieke combinatie van stuifmeelkorrel en stempel leidt tot bevruchting. Om zelfbevruchting of kruisbevruchting tussen dezelfde planten te voorkomen hebben diverse plantensoorten verschillende barrières. Een van de barrières, die bevruchting kan tegengaan, is gametofytisch. De stuifmeelkorrel kiemt wel, maar de stuifmeelbuis kan niet door de stijl naar het vruchtbeginsel groeien of groeit te traag. In de plantenveredeling wordt daarom een stuk van de stijl tussen stempel en vruchtbeginsel weggehaald om zo toch de gewenste kruising te kunnen maken.

## Vorm
Er zijn verschillende vormen van de stijl. De kolfpluim van mais, een windbestuiver, bestaat uit de stijlen die van de vruchtbeginsels afkomen. Bij mais is de stijl zeer lang en zitten langs deze stijl meerdere stempels, die te zien zijn als kleine haartjes. Andere plantensoorten die bestuiving aan de wind overlaten, hebben vaak een vergelijkbare (uitwendige) stijl. 
Bij insect-of vogel-bestoven plantensoorten is de stijl aangepast aan de diersoort(en) waarmee de betreffende plantensoort in symbiose leeft. Duidelijke verschillen in de bloemstijlen zijn te zien tussen bloemen die worden bestoven door bijen of wespen, door kevers, door vlinders of door kolibries. Ter vergelijking: een voorbeeld van aanpassing van de gehele bloem, niet per se de stijl, is te vinden in het geslacht Ficus, waartoe de wilde vijg (Ficus carica) behoort: elke soort Ficus heeft een eigen wespensoort, die voor bevruchting zorgt.
Stijlen kunnen ook gedeeltelijk met elkaar vergroeid zijn, zoals bij het Canadese en Amerikaanse krentenboompje. 
De voornaamste vormen van de stijl zijn:
- overlangs gevouwen
- excentrisch
- franjeachtig gewimperd
- waaiervormig
- geknikt
- aan de voet van het vruchtbeginsel
- twee verschillende lengtes
- even lang
- kroonbladachtig
- op stijlkussen
- lang en rond
- knobbelig
- parapluvormig

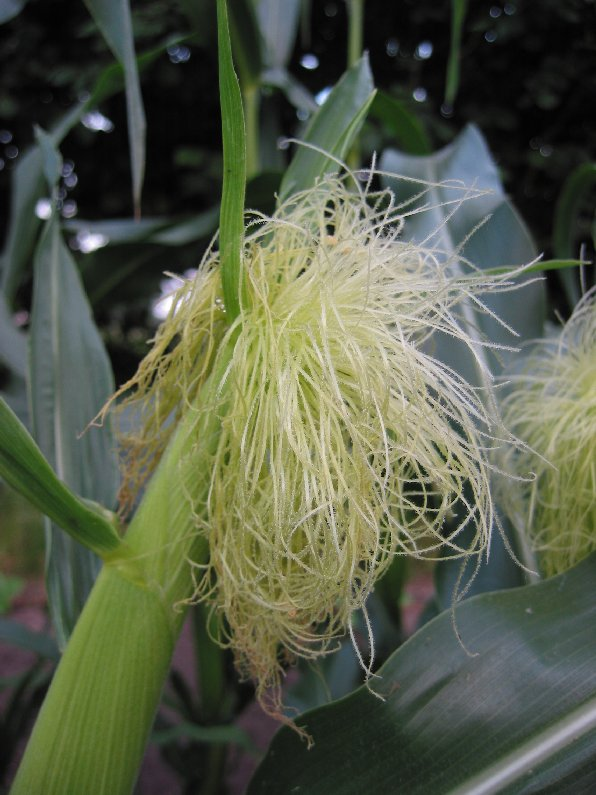
Vrouwelijke bloeiwijze van suikermais
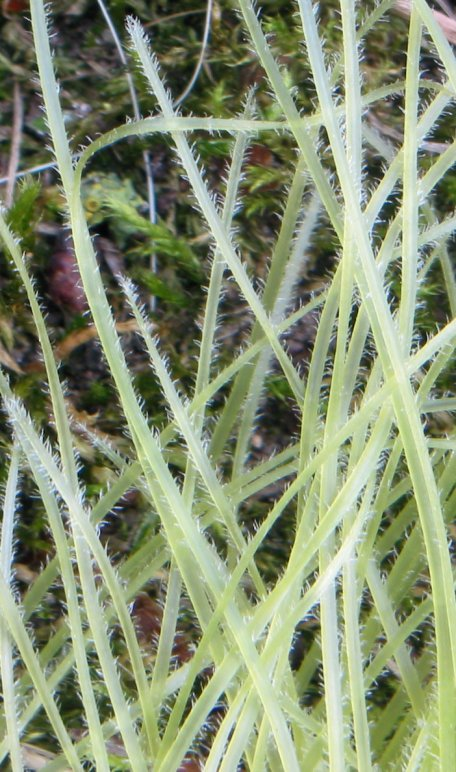
Stempels van suikermais
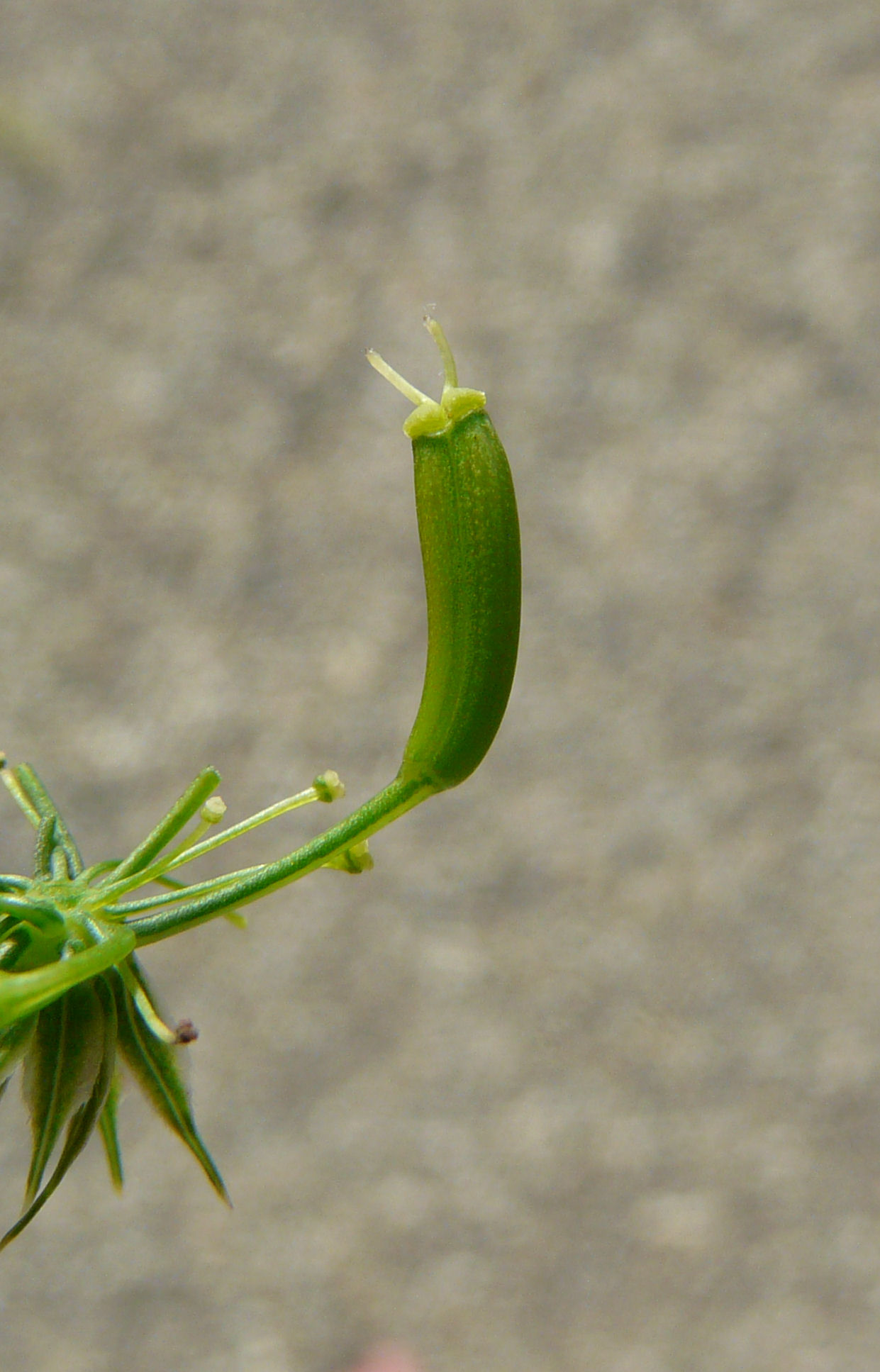
Stijlen met stijlkussens van gouden ribzaad